# Nawal Mansouri
Nawal Mansouri (ur. 1 sierpnia 1985 w Algierii) – algierska siatkarka, gra jako libero.
Obecnie występuje w drużynie NC Bejaia.